# Região Geográfica Imediata de Colatina
A Região Geográfica Imediata de Colatina é uma das oito regiões geográficas imediatas do estado brasileiro do Espírito Santo e uma das 509 regiões geográficas imediatas do Brasil, criadas pelo Instituto Brasileiro de Geografia e Estatística (IBGE) em 2017.